# Simaetha colemani
Simaetha colemani là một loài nhện trong họ Salticidae.
Loài này thuộc chi Simaetha. Simaetha colemani được Marek Żabka miêu tả năm 1994.